# Palazzo del Capitano del Popolo (Pérouse)
Pour les articles homonymes, voir Palazzo del Capitano del Popolo.
Le Palazzo del Capitano del Popolo  ou encore Palazzo del Bargello est un palais, situé Piazza Matteotti à Pérouse, qui est le siège des  Bureaux Judiciaires du district de Pérouse.

## Histoire
Le Palazzo del Capitano del Popolo est un édifice de style renaissance riche de modèles gothiques à l'origine occupé par les organismes dirigeants citadins. Le « Capitano del Popolo » détenait les pouvoirs judiciaires, administratifs, politiques et militaires exercés au nom du peuple faisant contrepoids aux pouvoirs du Podestat et « Collegio dei Priori », détenteurs du pouvoir politique et administratif.
La construction de l'édifice remonte aux années 1472-1481 et fut réalisée par Gasparino di Antonio et Leone di Matteo, deux architectes d'origine lombarde. Dans sa version originale, l'édifice comportait sur son sommet des merlons semblables à ceux du Palazzo dei Priori.
L'édifice a été fortement endommagé lors du séisme de 1741, les merlons ont été définitivement démolis, et le bâtiment a été restructuré et consolidé par Luigi Vanvitelli.
Depuis le début du XXe siècle, le palais accueille les bureaux judiciaires du district de Pérouse.

## Architecture
Au premier étage se trouvent quatre fenêtres géminées ornées ainsi que la loggia dei banditori, une loggia finement ornée, soutenue par des corbeaux, d'où étaient lus les édits et les ordonnances.
Le portail est orné par des colonnettes torsadées surmontées par deux griffons pérugins tenant par leurs griffes un veau et un mouton, ainsi qu'un tympan comportant une sculpture de la Justice, représentée par une femme armée d'une épée qui sourit sournoisement.
L'inscription latine « Iustitia virtutum domina » (« Justice reine de la Vertu ») datée de 1472 est gravée sur la partie inférieure.

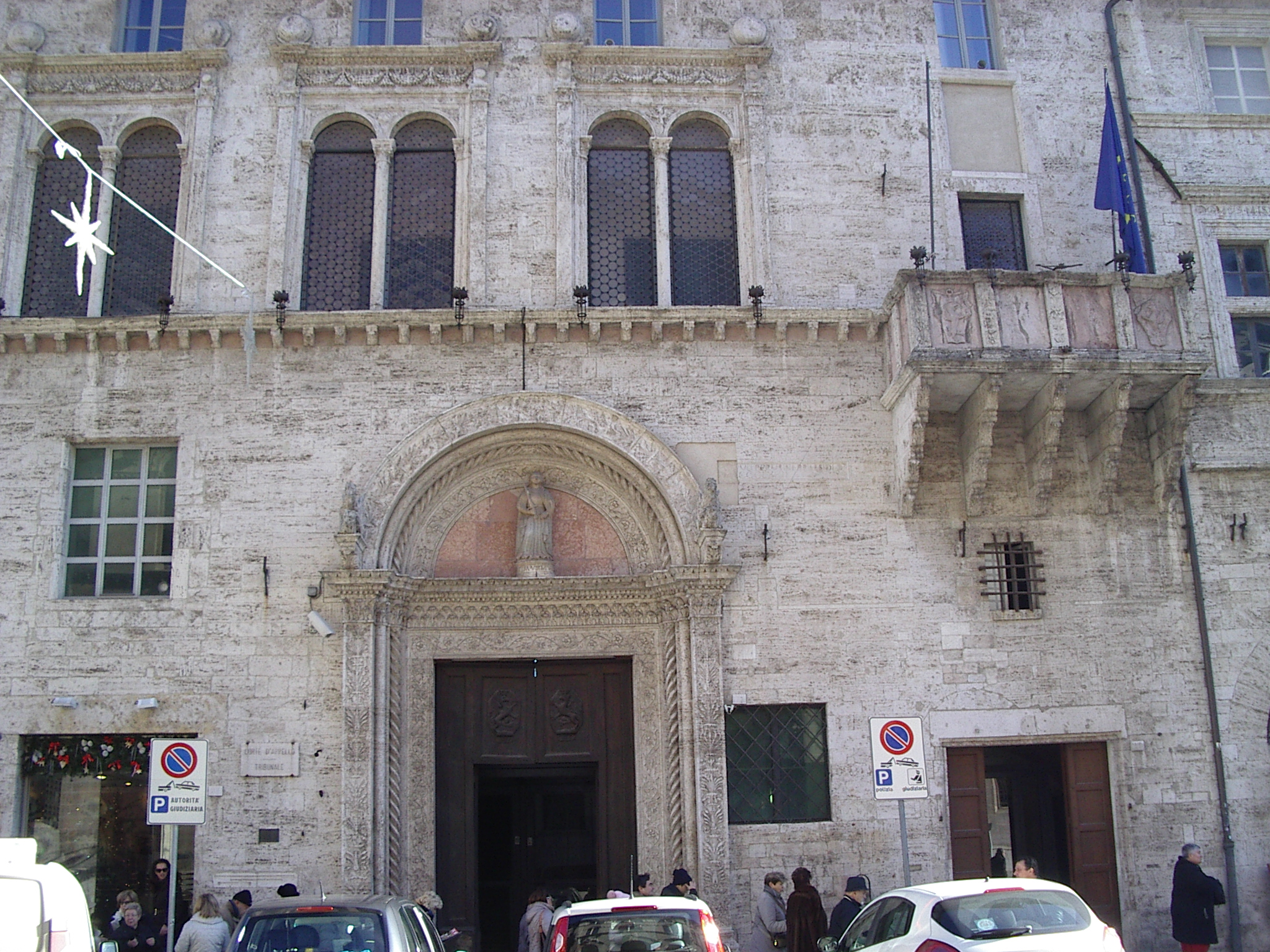
Vue de la façade.
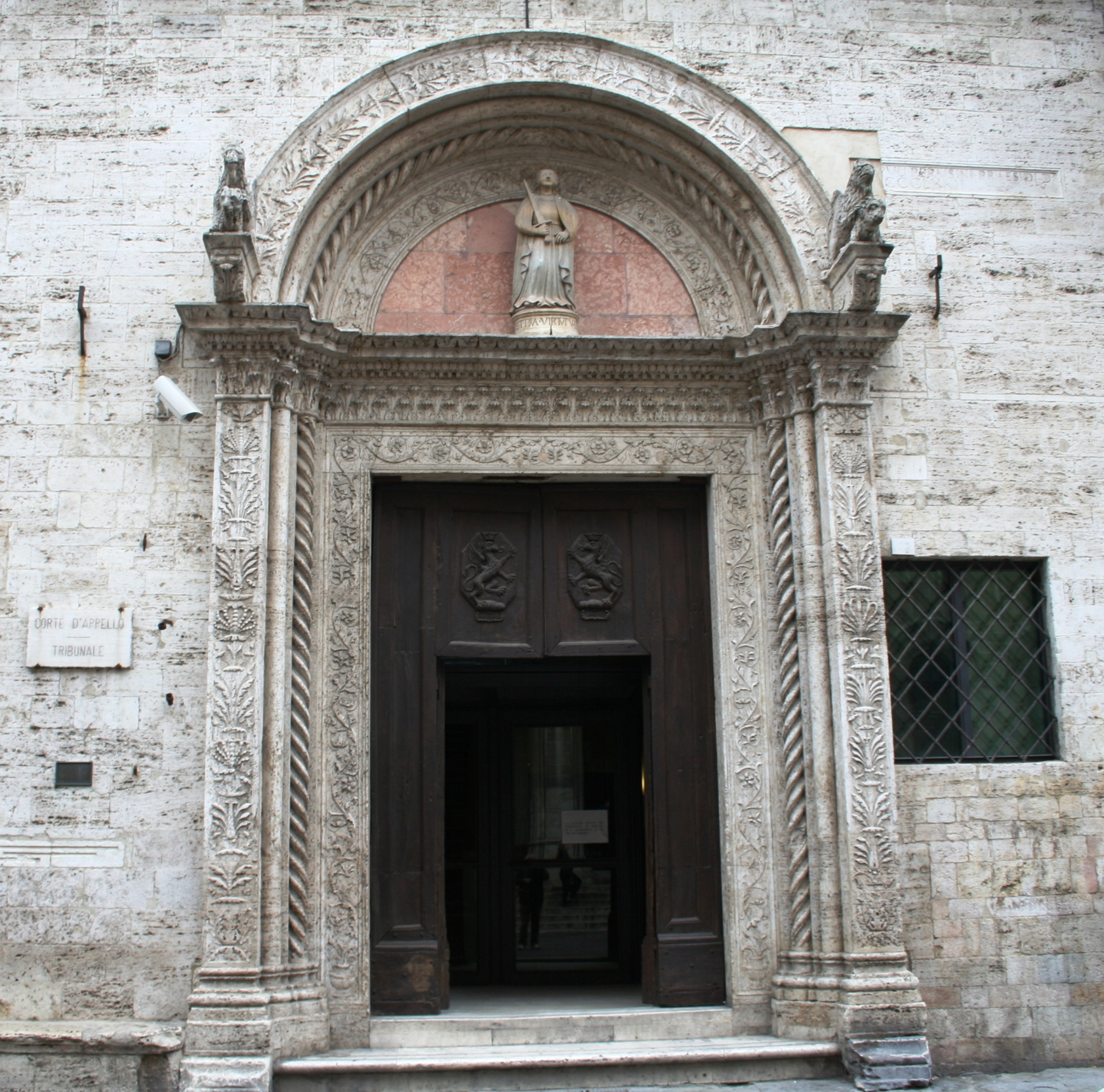
Portail.
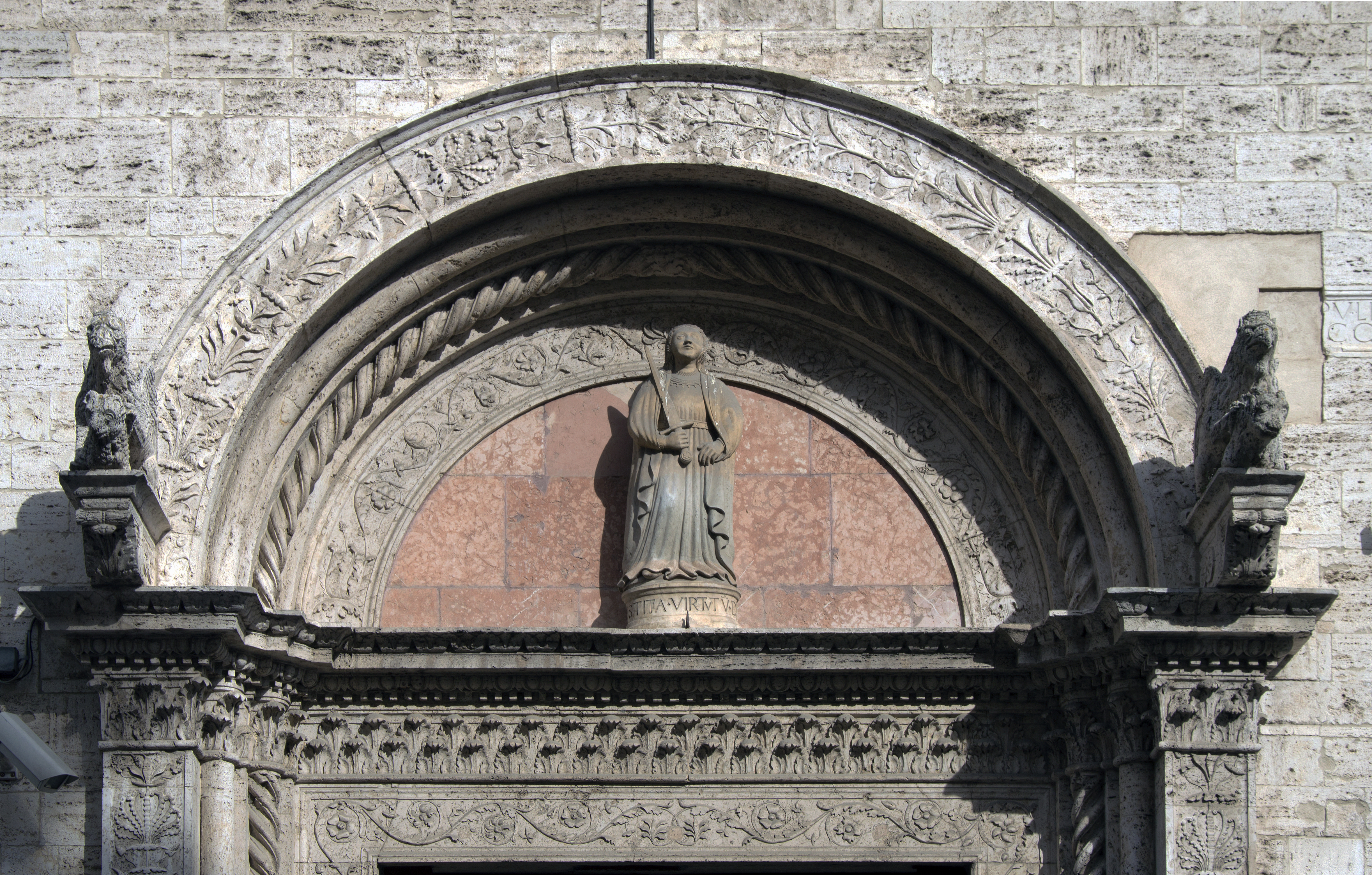
Détail du tympan.